# 市長・議会制
市長・議会制（しちょう・ぎかいせい、英語: Mayor–council government）とは、米国などで有権者から直接選挙で選ばれた市長が行政の最高責任者となり、別に選挙で選ばれた市議会が立法機関を構成する地方自治制度である。米国で最も一般的な2つの地方自治形態の一つであり、大都市では最も頻繁に採用されている制度であるが、もう一つの一般的な制度である「シティー・マネージャー制」の方が、より多くの自治体で採用されている。
この地方自治制度は、議会と比較した市長の相対的な権限によって、大きく2つに分類される。典型的な強権市長制では、選挙で選ばれた市長は、部局長の任免権を持つほぼ全面的な行政権を与えられる。このような制度では、市長の行政職員が市の予算を作成するが、その予算は通常、議会の承認を得なければならない。
逆に、弱体市長制では、市長は議会以外での正式な権限を持たず、議会議長として主に儀礼的な役割を果たす。市長は職員を直接任命したり解任したりすることはできず、議会の議決に対する拒否権もない。
アメリカのほとんどの大都市では、市長・議会制の強市長制が採用されているが、アメリカの中規模・小規模都市では、シティー・マネージャー制が採用される傾向にある。

## 参照項目
- シティー・マネージャー制
- 市町村長
- 政策科学